# Aymin Hariri
Aymin Hariri (Arábia Saudita, 1980 ou 1979) é um bilionário e empresário árabe. Filho do ex-primeiro-ministro libanês Rafiq Hariri, herdou os negocios de seu pai, incluindo empresas de telecomunicações e imobiliarias após a sua morte em 2005. Agora, em Riyadh, ajuda a supervisionar os investimentos da família na área de telecomunicações, mídia e mercado imobiliário, enquanto o irmão mais velho Saad carrega o legado político do primeiro-ministro do Líbano.
Em 2008 sua fortuna era de 2.3 bilhões USD,  em 2009 passou para 1.1 bilhão USD.